# 제이 숀
카마르지트 싱 주티(펀자브어: ਕਮਲਜੀਤ ਸਿੰਘ ਝੁੱਟੀ, 힌디어: कमलजीत सिंह झूटी, 영어: Kamaljit Singh Jhooti, 1981년 3월 26일 ~ )는 제이 숀(영어: Jay Sean)이라는 예명으로 잘 알려진 잉글랜드의 싱어송라이터이다.